# Maria Kyridou
Maria Kyridou (griechisch Μαρία Κυρίδου, * 26. April 2001 in Thessaloniki) ist eine griechische Ruderin.

## Karriere
2017 belegte sie im Doppelvierer den sechsten Platz bei den Junioren-Weltmeisterschaften. Bei den U23-Europameisterschaften gewann sie mit 16 Jahren die Silbermedaille im Doppelzweier. Ein Jahr später wechselte sie in den Zweier ohne Steuerfrau mit Christina Bourbou. Zusammen gewannen sie erst den Titel bei den Junioren-Europameisterschaften und belegten danach den vierten Platz bei den U23-Weltmeisterschaften 2018. Später in der Saison gewannen die beiden noch drei Titel. Erst bei den Junioren-Weltmeisterschaften 2018, dann bei den  Olympischen Jugendspielen und abschließend bei den U23-Europameisterschaften.
2019 belegten sie den fünften Platz bei den Europameisterschaften im Zweier ohne. Bei den Junioren-Europameisterschaften in Essen gewann sie die Silbermedaille im Einer. Anschließend ging es wieder in den Zweier ohne und die beiden gewannen die Goldmedaille bei den U23-Weltmeisterschaften und den U23-Europameisterschaften. Bei den Weltmeisterschaften belegten sie den 11. Platz und qualifizierten sich damit für die Olympischen Spiele in Tokio. 2020 gewannen die beiden die Silbermedaille bei den U23-Europameisterschaften und die Bronzemedaille bei den Europameisterschaften 2020. Bourbou und Kyridou belegten 2021 den vierten Platz bei den Europameisterschaften in Varese und den fünften Platz bei den Olympischen Spielen in Tokio.

## Internationale Erfolge
- 2017: 6. Platz Junioren-Weltmeisterschaften im Doppelvierer
- 2017: Silbermedaille U23-Europameisterschaften im Doppelzweier
- 2018: Goldmedaille Junioren-Europameisterschaften im Zweier ohne Steuerfrau
- 2018: 4. Platz U23-Weltmeisterschaften im Zweier ohne
- 2018: Goldmedaille Junioren-Weltmeisterschaften im Zweier ohne
- 2018: Goldmedaille Olympische Jugendspiele im Zweier ohne
- 2018: Goldmedaille U23-Europameisterschaften im Zweier ohne
- 2019: 5. Platz Europameisterschaften im Zweier ohne
- 2019: Silbermedaille Junioren-Europameisterschaften im Einer
- 2019: Goldmedaille U23-Weltmeisterschaften im Zweier ohne
- 2019: 11. Platz Weltmeisterschaften im Zweier ohne
- 2019: Goldmedaille U23-Europameisterschaften im Zweier ohne
- 2020: Silbermedaille U23-Europameisterschaften im Zweier ohne
- 2020: Bronzemedaille Europameisterschaften im Zweier ohne
- 2021: 4. Platz Europameisterschaften im Zweier ohne
- 2021: 5. Platz Olympische Spiele 2020 im Zweier ohne

## Persönliches
Maria Kyridou ist die jüngere Schwester von Anneta Kyridou.